# グリン・パードー
グリン・パードー（英語: Glyn Pardoe、1946年6月1日 - 2020年5月26日）は、イングランドの元サッカー選手。ポジションはDFまたはFW。
15歳314日の若さでマンチェスター・シティFCのトップチームデビューを果たした最年少記録を有しており、ワンクラブマンとして引退した。

## クラブ歴
ウィンスフォードで仕立屋の父の下に生まれた。ミッドチェシャー・ボーイズに在籍していた際に、エヴァートンFCとマンチェスター・シティFCからオファーを受けた。1961年7月、いとこのアラン・オークスが在籍していたためにマンチェスター・シティの下部組織に加入。翌年4月に行われたバーミンガム・シティFC戦で15歳314日でトップチームの試合に出場、最年少記録を打ち立てた。この時の彼はコリン・バーローに代わってセンターフォワードとして出場したが、キャリアの大半はサイドバックとして過ごした。なお、1961 - 62シーズンは他に3試合の出場を果たした。
翌シーズンの開幕節ではメンバーに名を連ねたが8-1の惨敗、翌節はベンチ外となりその次の試合で出場機会を得たもののこれも慘敗となり、以降は半年出場機会がなく、次に出場した際も左サイドでの出場であった。彼自身の出場機会も非常に少なかったうえにクラブも降格した。
1963 - 64シーズンはメンバーとメンバー外をし行き来し21試合に出場した。この4月にはFAユースカップ決勝でマンチェスター・ユナイテッドFCとのダービーマッチとなった。第1試合では1得点、第2試合では2得点を決めたものの、8-4で敗北した。
1965 - 66シーズンに控えの制度が導入されると、クラブ史上初の控え選手の一人となったがこの試合では控え選手の投入はなかった。なお、マンチェスター・シティが初めて投入した控え選手はロイ・チータムで、3試合後の事であった。開幕節こそ控えであったがその後はレギュラーを確保した。同シーズンは50試合11得点とクラブの優勝に貢献、昇格した。なおうち6得点は9月に獲得しており、シーズン11得点もこの後左サイドバックにコンバートされたためにキャリアハイとなった。
彼が左サイドバックにコンバートされたのは翌シーズン、1966年10月のことである。レギュラーのボビー・ケネディと控えのデイヴィッド・コナー両方が負傷したため、サイドハーフやセンターフォワードとして出場していた彼を左サイドバックとして起用せざるを得なくなった。このポジションで上手く噛みあった彼はシーズンの残りを2試合を除いて左サイドバックで起用された。
1967 - 68シーズンには左サイドバックのレギュラーとして1試合を負傷で欠場した以外は全てに出場した。Ballet on Iceとして知られたトッテナム・ホットスパーFC戦の勝利や、ダービー相手であるマンチェスター・ユナイテッドにアウェーでの勝利、そして優勝がかかった最終節でも役割を果たし、2万人の観衆の前で優勝に貢献した。なおこのシーズンで彼より出場が多かったのは主将のトニー・ブックのみであった。
しかし翌シーズンはリーグで振るわず、ニール・ヤングの決勝点でFAカップで優勝したのみであった。1969 - 70シーズンにはフットボールリーグカップの決勝で決勝点を決めてタイトル獲得に貢献した。
しかし1970年にはマンチェスター・ダービーでジョージ・ベストのタックルを受けて足を骨折、医師は足を切断する事になるかもしれないと診察するほどの大怪我を負った。結果として足は切断せずに済んだものの復帰には2年近くを要し、復帰した際にはウィリー・ドナキーがレギュラーを確立していた。そのため右サイドバックとして起用されるようになった。
1976年に引退、合計380試合22得点でセンターハーフ以外のポジションは全て経験した。

## 代表歴
イングランド学生代表としてはセンターフォワードで出場経験がある。またU-23代表では4試合の出場経験がある。

## 選手引退後
引退後はそのままフロントに入り16年間勤務した。下部組織のコーチとして1986年にFAユースカップでは優勝を記録している。しかし1992年にピーター・リードが突然彼と長年連れ添ったフィジカルコーチを解任した事によりこの関係は終った。その後2005 - 06シーズンまでBBC GMRでマンチェスター・シティの試合を分析していた。
2020年5月26日、73歳で没した。

## プレースタイル
当初はセンターフォワードであったが、右利きながら左サイドハーフを兼ねるようになると、最終的に左サイドバックで定着した。ただし、晩年には右サイドバックとしても起用された。

## 家族
いとこのアラン・オークス、その子供もマイケル・オークスもサッカー選手。
彼の娘は、彼の長年のチームメイトであったマイク・ドイルの息子と結婚し、その二人の間に生まれたトミー・ドイルもマンチェスター・シティに在籍している。

## タイトル
マンチェスター・シティ
- フットボールリーグ・ファースト・ディヴィジョン: 1967 - 68
- FAチャリティ・シールド: 1968[26]
- FAカップ: 1969
- フットボールリーグカップ: 1970、1976
- UEFAカップウィナーズカップ: 1970